# EterSec
EterSec, ou Eter Security, é um coletivo hacktivista brasileiro, atuante como célula do movimento Anonymous, conhecida pelo vazamento de documentos sobre o FIB Bank, utilizados durante a CPI da COVID-19, e pela invasão de sites da Prefeitura de Brumadinho.
Atuam em ações políticas orquestradas, como revelação e exposição de dados. Seus ataques mais recentes contam com vazamentos de diversos nomes relacionados, direta e indiretamente, ao atentado dos prédios dos Três Poderes. Declararam guerra e realizaram exposições de diversos políticos e figuras públicas próximas ao ex-presidente Jair Bolsonaro, como, por exemplo, Carla Zambelli, Augusto Heleno, Silas Malafaia e Marco Feliciano.

## Operações

### Participação em ataques ao governo da Colombia
A EterSec teve participação nos ataques ao governo colombiano durante os protestos em 2021. Ao Global Voices, o coletivo posicionou-se contrário a repressão e ação agressiva as manifestações populares.

### Exposição de documentos da FIB Bank e manifestações contrárias a Jair Bolsonaro
Em agosto de 2021, a EterSec invadiu o site da instituição FIB Bank e convocou manifestações contra o ex-presidente Bolsonaro. O documento exposto foi utilizado pela CPI da COVID-19, onde investigou o possível sócio da instituição, Marcos Tolentino.

### Divulgação de dados de diretora e de ex-coordenador do Centro Integrado de Operações Aéreas
Em setembro de 2021, o grupo divulgou dados pessoais de envolvidos em um sobrevoo ao Colégio Notre Dame de Lourdes. Na mesma semana, houve uma determinação judicial para que a Google apagasse as páginas da EterSec.

### Ataque ao site da Assembleia Legislativa do Amapá
Em novembro de 2021, uma invasão ao site da Assembleia Legislativa do Amapá foi realizada pelo grupo, citando práticas de Rachadinha.

### Ataque ao site de Brumadinho
Em 2022, o coletivo realizou uma invasão ao site da prefeitura de Brumadinho. Foi publicado um vídeo e texto com críticas ao ex-presidente Jair Bolsonaro, defendendo o fim de seu governo e anunciando a abertura de uma operação chamada "Casa de Vidro".

### Divulgação de lista de supostos financiadores dos ataques de 8 de janeiro
A EterSec divulgou duas listas de responsáveis pelo atentado aos prédios dos Três Poderes no início de janeiro de 2023. A primeira lista contém 50 nomes de financiadores e organizadores dos atos, como Magno Malta e Luciano Zucco. Na listagem, é possível identificar, também, nomes de empresários e figuras públicas. Segundo a célula, estes foram responsáveis por gerenciar, financiar e permitir os atos antidemocráticos através de ações como o custear ônibus e viagens à Brasília.
A segunda listagem contém 110 empresas da cidade de Rio Verde, supostamente responsáveis por financiar os atos, além de expor informações de empresários do agronegócio que financiaram a campanha de eleição do ex-presidente Bolsonaro. De acordo com a célula, nem todos os nomes citados estariam ligados ao financiamento direto, mas construíram o ambiente propício através da reeleição de membros de mesma ideologia e de reuniões ministeriais.

### Vazamento de dados de Carla Zambelli e a ligação com Walter Delgatti
Em fevereiro de 2023, a EterSec divulgou uma série de informações pessoais da Deputada Federal Carla Zambelli. A operação foi direcionada para expor sua suposta estadia em um spa, durante as tragédias no litoral de São Paulo, além de sua ligação com o hacker da Vaza Jato, Walter Delgatti. 

### Fim da célula
No dia 3 de junho de 2024, a célula comunicou, em seu canal oficial no Telegram, o encerramento das atividades, por causa de conflitos internos e a insatisfação de alguns membros. No entanto, esses detalhes não foram destacados no anúncio oficial.
Os deuses do Olimpo expuseram o líder que aplicava golpes nos membros da célula, deixando-o sozinho e sem outra escolha a não ser encerrar suas atividades. 